# 100年食品
100年食品（日语： ひゃくねんフード），或100年食物，是日本文化廳為推廣日本飲食文化而推行的一項認證制度。
日本各地擁有植根於自然風土與歷史的多元飲食文化。部分具有歷史價值的會被登記為文化財產，除此以外，文化廳將那些跨越世代傳承下來、長久以來深受當地民眾喜愛的飲食文化認定為「100年食品」。同時，相關地區的持份者與地方政府亦會以「100年食品宣言」的形式，致力推動這些傳統飲食文化的持續發展與傳承。至今已有超過300項飲食文化獲得認證。

## 概要
日本地方政府、旅遊協會、民間團體等可以提交申請，獲認證的申請團體可以使用「100年食品」的官方標誌。認證設有以下三個部門：
傳統100年食品部門
- 主要表彰江戶時代或更早時期已經存在的地道菜式。
- 這些飲食文化需要在特定地區的風土、歷史及習俗中發展，展現獨特個性與創意，並且與當地緊密相連，而非採用全國統一食材或加工食品，背後要有深厚的地方故事。

近代100年食品部門
- 主要表彰明治、大正時代誕生的飲食文化。
- 這些飲食文化需要在特定地區代代相傳，並且廣為當地人食用，不僅是個別人士或單一店舖的出品，而是已經普及到社區層面，並且至少傳承了兩代以上，至今依然存在。

未來100年食品部門
- 主要表彰昭和時代或之後出現，並以傳承百年為目標的飲食文化。
- 這些飲食文化需要有相關團體公開承諾，會以作為地區驕傲的心態，將其傳承超過一百年。

## 認證狀況
文化廳於2021年度（令和3年度）經專家委員會評審後，進行了首次認證。
- 2021年度（令和3年度）：收到212項申請，最終有131項獲得認證[4]。
- 2022年度（令和4年度）：有70項獲得認證[4]。
- 2023年度（令和5年度）：有50項獲得認證[5]。
- 2024年度（令和6年度）：有50項（來自28個道府縣）獲得認證[6]。

總括而言，至今已有超過300項飲食文化獲得「100年食品」認證。

## 推廣活動
為進一步推廣「100年食品」及相關飲食文化，文化廳推行了多項活動：
- 全國手機集章活動：鼓勵民眾遊覽全國各地的「100年食品」相關設施，透過參觀飲食文化設施與品嚐美食，發掘地區魅力。
- 支持企業及學校計劃：為傳承飲食文化與振興地區發展，設立了「100年食品支持企業及學校」制度，支援認同計劃理念的機構進行產品開發與舉辦活動。
- 「100年食品」傳承人影片系列：製作一系列影片，由獲選的傳承人講述傳統菜式、背後的人物故事，以及地區風貌等飲食文化魅力。
- 飲食文化博物館：設立專題網站，介紹與展示相關的飲食文化。

此外，「100年食品」亦與「日本遺產」項目聯動，推廣與日本遺產相關的美食。

## 部分「100年食品」例子
以下為部分獲認證為「100年食品」的例子，部分亦與「日本遺產」故事相關：
| 地區     | 名稱 | 相關「日本遺產」故事編號 |
| -------- | --- | ------------------------ |
| 北海道   | 成吉思汗烤肉 |                          |
| 北海道   | 小樽燴炒麵 | #068                     |
| 山形縣   | 出羽三山精進料理（出羽三山の精進料理）                                                                           | #020                     |
| 山形縣   | 山形芋頭鍋（山形芋煮）                                                                                           | #056                     |
| 福島縣   | 鯉魚料理（鯉食）                                                                                                 | #022                     |
| 茨城縣   | 牛久葡萄酒（牛久ワイン）                                                                                         | #086                     |
| 栃木縣   | 宇都宮餃子（宇都宮餃子）                                                                                         |                          |
| 群馬縣   | 桐生烏冬（桐生うどん）                                                                                           | #002                     |
| 千葉縣   | 北總四都市日本酒（北総四都市の日本酒）                                                                           | #023                     |
| 東京都   | 桑都・八王子地道菜式～桑都燒・什錦飯～（桑都・八王子のふるさと料理～桑都焼き・かてめし～）                       | #088                     |
| 神奈川縣 | 建長寺雜錦蔬菜湯（けんちん汁）                                                                                   | #025                     |
| 新潟縣   | 片木蕎麥麵（へぎそば）                                                                                           |                          |
| 富山縣   | 昆布飯糰（昆布おにぎり）                                                                                         | #003                     |
| 石川縣   | 美川河豚子糠漬（美川のふぐの子糠漬）                                                                             | #039                     |
| 山梨縣   | 甲州葡萄酒（甲州ワイン）                                                                                         | #060                     |
| 岐阜縣   | 岐阜鵜匠家傳香魚壽司（岐阜の鵜匠家に伝わる鮎鮨）                                                                 | #006                     |
| 滋賀縣   | 鯽魚熟壽司（鮒ずし）                                                                                             | #008                     |
| 兵庫縣   | 野豬肉火鍋（ぼたん鍋）                                                                                           | #010                     |
| 奈良縣   | 三輪素麵（三輪そうめん）                                                                                         | #044                     |
| 和歌山縣 | 鯨魚料理（鯨料理／鯨大和煮）                                                                                     | #032                     |
| 鳥取縣   | 大山糯米飯（大山おこわ）                                                                                         | #033                     |
| 岡山縣   | 雜錦壽司飯（ばらずし）                                                                                           | #049                     |
| 廣島縣   | 海軍相關飲食文化：海軍咖喱、燉牛肉、日式馬鈴薯燉肉（海軍ゆかりの食文化～海軍カレー・ビーフシチュー・肉じゃが～） | #035                     |
| 高知縣   | 鰹魚半敲燒（鰹のタタキ）                                                                                         |                          |
| 高知縣   | 柚子料理（ゆず料理）                                                                                             | #051                     |
| 福岡縣   | 雞肉燴飯（鶏ぼっかけ）                                                                                           | #016                     |
| 長崎縣   | 壹岐麥燒酎（壱岐の麦焼酎）                                                                                       | #017                     |
| 熊本縣   | 赤酒（赤酒） | #053                     |
| 沖繩縣   | 豆腐乳 | #083                     |

## 外部連結
- 100年フード - 文化廳官方網站
- 日本遺産 100年フードグルメ自慢 - 日本遺產資訊網站內頁面